# Liste des cavités naturelles les plus longues de l'Aube

Département de l'Aube.

La liste des cavités naturelles les plus longues du département de l'Aube recense sous la forme d'un tableau, les cavités souterraines naturelles connues, dont le développement est supérieur ou égal à cent mètres.
La communauté spéléologique considère qu'une cavité souterraine naturelle n'existe vraiment qu'à partir du moment où elle est « inventée » c'est-à-dire découverte (ou redécouverte), inventoriée, topographiée et publiée. Bien sûr, la réalité physique d'une cavité naturelle est la plupart du temps bien antérieure à sa découverte par l'homme ; cependant tant qu'elle n'est pas explorée, mesurée et révélée, la cavité naturelle n'appartient pas au domaine de la connaissance partagée.
La liste spéléométrique des plus longues cavités naturelles de l'Aube (≥ 100 m) est  actualisée fin 2018.
La plus longue cavité répertoriée dans le département de l'Aube est le gouffre des Fosses à Fontette (cf. ligne 1 du tableau ci-dessous).

## Aube (France)

### Cavités de développement supérieur ou égal à100m
4 cavités sont recensées au 31-12-2018.
| Réf. | Cavités (autres noms)       | Communes     | Massifs ou zones géographiques | Coordonnées (WGS 84)        | Développement (en mètres) | Dénivelée (en mètres) | Sources ou références              | Mises à jour |
| ---- | --------------------------- | ------------ | ------------------------------ | --------------------------- | ------------------------- | --------------------- | ---------------------------------- | ------------ |
| 1    | Gouffre des Fosses          | Fontette     |                                | 48° 04′ 42″ N, 4° 39′ 24″ E | +000600, m                | +0092, m              | Infos Fosses                       | 2000-00      |
| 2    | Crot de la Doux             | Bouilly      | Forêt d'Othe                   | 48° 10′ 48″ N, 3° 59′ 38″ E | +000410, m                | +0000, m              | Spéléométrie de la France & Znieff | 2000-00      |
| 3    | Caverne du Puits qui Chante | Montgueux    |                                | 48° 18′ 08″ N, 3° 57′ 24″ E | +000120, m                | +0060, m              | Spéléométrie de la France          | 2000-00      |
| 4    | Grotte des Crottières n°2   | Bar-sur-Aube |                                | 48° 13′ 20″ N, 4° 43′ 39″ E | +000100, m                | +0000, m              | Spéléométrie de la France          | 2000-00      |

En attente : Fontaine du Tureau ou grotte Noël ou réseau de la Bourbonne ou résurgence de la Bourbonne ou grotte de Vernonvilliers 48° 18′ 53″ N, 4° 40′ 53″ E (700 m)